# Luigi Maria Viviani
Luigi Maria Viviani   ( - 1856) va ser un compositor, director d'orquestra i violinista italià d'origen florentí. Es va destacar principalment per les seves partitures de ballet, la majoria compilades pels coreògrafs Giovanni Galzerani i Antonio Cortesi. La seva puntuació de 1851 per Fausto va ser especialment elogiada pel seu escrit obligatori per al bimbonclaro (una variació sobre el clarinet baix inventat pel clarinetista i creador d'instruments de Florència, Giovanni Bimboni).
Viviani també va compondre dues òperes: L'heroi francès, que es va estrenar el 1826 al Teatro Grande de Brescia, i Love in War, que es va estrenar el 1829 al Teatro Alfieri de Florència.

## Ballets
- Ero e Leandro, Giovanni Galzerani (coreògraf), premier Teatro Regio (Torí), 7 de desembre 1823[6]
- La conquista del Perù, Giovanni Galzerani (coreògraf), premier Teatro Comunale (Bolonya), 1 de maig 1824
- L'eroe peruviano, Giovanni Galzerani (coreògraf), premier La Fenice, Venècia, 26 de desembre 1824
- Virginia, Giovanni Galzerani (coreògraf), premier La Fenice, Venècia, 8 de febrer 1825
- Oreste, Antonio Cortesi (coreògraf), premier Teatro Regio, Torí, 26 de desembre 1825
- Chiara di Rosemberg, Antonio Cortesi (coreògraf), premier Teatro Regio, Torí, 20 de gener 1826
- Ines de Castro, Antonio Cortesi (coreògraf), premier Teatro Regio, Torí, 20 de març 1827
- Merope, Antonio Cortesi (coreògraf), premier Teatro Regio, Torí, 27 de desembre 1828
- L'ultimo giorno di Missolungi, Antonio Cortesi (coreògraf), premier La Fenice, Venècia, 16 de febrer 1833
- Le piccole Danaidi, Antonio Cortesi (coreògraf), premier Teatro Regio, Torí, 6 de gener 1834
- Gismonda (amb Giovanni Bajetti), Antonio Cortesi (coreògraf), premier La Fenice, Venècia, 26 de desembre 1835
- Marco Visconti, Antonio Cortesi (coreògraf), premier La Scala, Milà, 19 d'octubre 1836
- Il ratto delle donzelle veneziane, Antonio Cortesi (coreògraf), premier La Fenice, Venècia, 26 de desembre 1837
- Polidoro re di Lesbo (amb Andrea Galli), Emanuele Viotti (coreògraf), premier La Fenice, Venècia, 2 de març 1840
- Mazeppa, Antonio Cortesi (coreògraf), premier Teatro Comunale, Bolonya, 1 d'octubre 1844
- Fausto, Antonio Cortesi (coreògraf) basat en "Jules Perrot's choreography" per Faust, premier Teatro Regio, Torí, 25 de desembre 1851
- La Gerusalemme liberata, Antonio Cortesi (coreògraf), premier Teatro Regio, Torí, 25 de desembre 1852.